# Pulcinella (Santo & Johnny)
Pulcinella è un album discografico di Santo & Johnny, pubblicato dall'etichetta discografica Canadian-American Records nel 1965.

## Tracce

### LP
Lato A
1. Anema e core – 2:40 (Salvatore D'Esposito)
2. Pulcinella – 2:45 (Santo Farina, Johnny Farina)
3. Nu quarto 'e luna – 2:45 (Nino Oliviero)
4. Non dimenticar – 2:57 (Gino Redi, Michele Galdieri)
5. O sole mio – 2:40 (Eduardo Di Capua, Giovanni Capurro)
6. Misty – 2:33 (Erroll Garner)

Lato B
1. Me so 'mbriacato 'e sole – 2:56 (Salvatore D'Esposito, Tito Manlio)
2. You Belong to My Heart (Voglio amarti così) – 2:57 (Agustín Lara, Ray Gilbert)
3. Core a core – 2:37 (Franco De Marchis)
4. Concerto d'autunno – 2:24 (Camillo Bargoni)
5. I'll Remember Naples – 2:57 (Santo Farina, Johnny Farina)
6. Torna a Surriento – 2:44 (Ernesto De Curtis)

- Durata brani ricavata dalle note su vinili della ristampa pubblicata nel 1973 dalla Canadian American Records (CAN/LP 74 S)

## Musicisti
- Santo Farina – chitarra steel
- Johnny Farina – chitarra
- Non accreditati - sezione ritmica
- Sauro Sili – conduttore strumenti ad arco

Note aggiuntive
- Federico Monti Arduini – produttore (eccetto brani: Misty, You Belong to My Heart, I'll Remember Naples)
- Santo & Johnny più parte ritmica, registrati il 1 e 8 settembre 1965 al Regent Sound Studios e al Souther Peer Studios di New York City, New York
- Strumenti ad arco registrati al S.a.a.r. studio di Milano, Italia il 24 e 25 settembre 1965[1]